# Abrüsten (Bahn)
Mit dem Abrüsten einer Lokomotive bezeichnet man die nach Beendigung eines Einsatzes erforderlichen Arbeiten. Die offizielle Bezeichnung lautet Abschlussdienst, die Arbeitsschritte sind im sogenannten Teilarbeitsverzeichnis A1/A2 für jede Lokomotive detailliert beschrieben.
Bei Dampflokomotiven beinhaltete das Abrüsten das Abschlacken, das Auffüllen von Kohle, Wasser und Bremssand, sowie die Reinigung der Lokomotive.
Bei Diesel- und Elektrolokomotiven werden beim Abrüsten einige Geräte ausgeschaltet, bzw. in Grundstellung gebracht, die Handbremse angezogen und der Stromabnehmer abgelegt, bzw. der Dieselmotor ausgeschaltet.